# Arboridia expansa
Arboridia expansa är en insektsart som först beskrevs av Aleksey A. Zachvatkin 1946.  Arboridia expansa ingår i släktet Arboridia och familjen dvärgstritar. Inga underarter finns listade i Catalogue of Life.